# Zilverdas
De zilverdas of Amerikaanse das (Taxidea taxus) is een Noord-Amerikaanse marterachtige. Het is de enige in de Nieuwe Wereld voorkomende soort das. Het is tevens de enige vertegenwoordiger van het geslacht Taxidea. De zilverdas is het symbool van de Amerikaanse staat Wisconsin.

## Kenmerken
De zilverdas heeft een breed, afgeplat lichaam met korte, gebogen ledematen, een ruige vacht en een korte, volle staart. De vacht is bruinig of roodachtig zilvergrijs van kleur, met een gelig witte buik, keel en staart en donkerbruine tot zwarte poten. De kop is wit met donkerbruine tot zwarte vlekken op de wangen en het gezicht. Verder loopt er een witte streep van de neus over de snuit en de kop tot aan de schouders, soms verder over de rug. De oren zijn vrij klein. De snuit wipt lichtelijk omhoog. Als aanpassing aan het graven heeft hij sterke schouders en grote, sterke klauwen aan de voorpoten.
De zilverdas is kleiner dan de Europese das. Hij weegt 3,6 tot 11,4 kilogram. De staart is 98 tot 157 millimeter lang. Mannetjes worden groter dan vrouwtjes. Een volwassen vrouwtje is meestal 42 tot 64 centimeter lang, een volwassen mannetje 52 tot 72 centimeter. Dieren in het zuiden van het verspreidingsgebied zijn het grootst.

## Verspreiding
De zilverdas leeft op de open vlakten, prairies en struikgebieden van Noord-Amerika, in Zuidwest-Canada, West- en Centraal-VS en Midden-Mexico. Ook komt de soort voor in landbouwgebieden en soms in bosranden en lichte bossen. Hij heeft een voorkeur voor droge gebieden met zachte grond, waarin hij gemakkelijk kan graven. Het verspreidingsgebied lijkt zich uit te breiden.

## Leefwijze

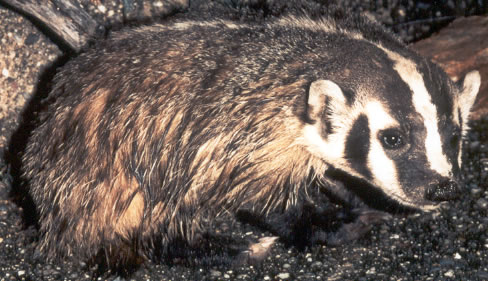
Zilverdas

De zilverdas is over het algemeen een nachtdier, maar hij kan ook overdag worden aangetroffen. Hij leeft solitair in een woongebied van 240 tot 1700 hectare. Het woongebied van een mannetje is groter dan dat van een vrouwtje, en kan de woongebieden van meerdere vrouwtjes bevatten. De zilverdas verzorgt regelmatig zijn vacht door deze te likken. Het is een goede zwemmer en op warme dagen neemt hij soms een bad in ondiep water.

### Voedsel
De zilverdas is een sterke graver, die voornamelijk jaagt op andere gravende dieren, als prairiehonden, grondeekhoorns, goffers, konijnen, ratten en muizen. Hij graaft hun holen open (zelfs als de dieren in winterslaap zijn), of bezoekt zijn eigen oude holen, waar mogelijk nieuwe bewoners hun intrek in hebben genomen. Ook zal hij het hol van een knaagdier indringen. Als het dier niet in zijn hol zit, zal de zilverdas in het hol blijven wachten tot het weer terugkeert.
Een zilverdas eet behalve knaagdieren en konijnen ook vogels, reptielen (waaronder giftige ratelslangen), amfibieën, eieren, insecten (bijvoorbeeld kevers, sprinkhanen), larven, regenwormen, aas, vruchten en plantenwortels. Hij legt voedselvoorraden aan, voornamelijk van grotere prooien.
De zilverdas heeft een bijzondere partnerschap met de coyote, die al bekend was bij de Navajo. Soms trekken een coyote en een zilverdas, beide over het algemeen solitaire jagers, samen op bij het jagen. De das betreedt dan het hol van een katoenstaartkonijn, een prairiehond of een grondeekhoorn, en de coyote staat op de wacht om vluchtende dieren te vangen. Deze vorm van samenwerking is vooral te zien in gebieden waar prooidieren algemeen zijn, als in de grote steden die zwartstaartprairiehonden aanleggen.
Dit gedrag lijkt vooral in het voordeel van de coyote, die hierdoor dieren kan vangen die hij normaal niet zou kunnen bereiken, maar ook de zilverdas ondervindt enig voordeel aan dit gedrag. De coyote kan de zilverdas leiden naar karkassen van grote gestorven dieren, en zal zijn partner beschermen tegen vijanden. Overigens komt het ook regelmatig voor dat coyotes op dassen jagen, en is het waargenomen dat een das het hol van een coyote is binnengedrongen en enkele welpen heeft gedood.

### Verdediging
Zijn dikke vacht en taaie, losse huid beschermen hem tegen aanvallen van vijanden, maar ook van prooidieren als slangen. Bij gevaar zal hij gaan bijten en krabben, waarbij hij een muskusachtige geur verspreidt en grommende en sissende geluiden maakt. Het liefst kruipt hij bij gevaar achterwaarts het dichtstbijzijnde hol in, waarbij de kop met scherpe tanden en de voorpoten met zware klauwen het roofdier op afstand houden. Eenmaal in het hol maakt hij de ingang dicht. Als er geen hol voorhanden is graaft hij zeer snel een nieuw hol. Binnen een minuut is hij geheel onder de grond verdwenen.

### Het hol

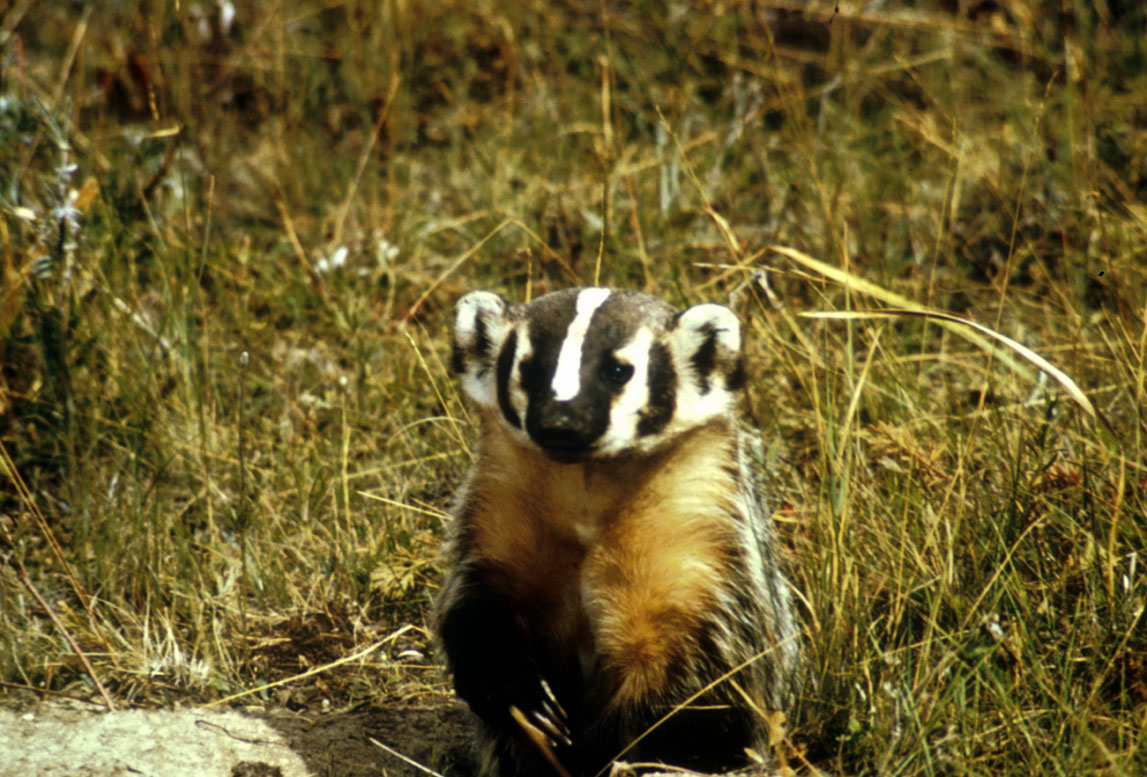
Zilverdas

De zilverdas graaft meerdere burchten of holen, die tot twintig centimeter lang en drie meter diep zijn. Soms wisselt hij dagelijks van hol, vooral in de zomer. Een hol heeft meerdere doeleinden, waaronder slaapkamer, een kamer om de jongen in te werpen, voedselvoorraad, etc. Een slaapkamer ligt meestal diep in het hol verscholen. Er is maar één ingang naar het hol, dat op zeer koude dagen wordt gedicht. De uitwerpselen worden begraven onder een laag aarde in een latrine vlak bij de ingang. De zilverdas houdt geen winterslaap, maar kan op zeer koude dagen in het noorden in torpor gaan, waarbij het tot twee maanden lang in de nestkamer blijft en teert op zijn vetlaag.
Het meest complexe hol is het moederhol, waarin de jongen worden geboren en verblijven. Het moederhol kent meerdere kamers, vertakkende gangen die later weer bij de hoofdgang voegen, en doodlopende gangen. De nestkamer is gevoerd met gras.

### Voortplanting
De paartijd valt in juli en augustus. De embryo's nestelen zich echter pas in in februari, en in maart of april, na een draagtijd van zes weken, worden de jongen geboren. Een vrouwtje krijgt één tot vijf jongen per worp (gemiddeld twee). Bij de geboorte zijn de jongen blind en bijzonder klein, minder dan honderd gram zwaar. Ze hebben al wel een zijdeachtige vacht. Na zes weken gaan de ogen open. In juni worden de jongen gespeend en aan het einde van de zomer zijn ze zelfstandig. Sommige vrouwtjes worden al drachtig als ze vier of vijf maanden oud zijn, maar de meeste dieren paren niet in hun eerste levensjaar.